# Vzor (mluvnice)
Vzor (paradigma) je slovo, které reprezentuje určitou ohýbací třídu při skloňování nebo časování slov stejného typu. Přiřazení ke vzoru je ve flektivních jazycích morfologickou kategorií především sloves a jmen. Každé flektivní slovo se ohýbá určitým způsobem, přičemž jednotlivá slova vytvářejí určité ohýbací typy. Z nich se vybírá jedno reprezentativní slovo jako vzor. V každém jazyce existují některé výjimky z pravidelného ohýbání, a proto mívají jednotlivé vzory ještě pomocné podvzory, kromě toho se vyskytují i slova, která kolísají mezi dvěma nebo více vzory a slova, která k žádnému vzoru nepřináleží.
Za vzor se vždy, pokud je to možné, zvolí běžně používané, obecně známé slovo. Například v češtině byl pro ženský rod starší vzor nůše nahrazen vzorem růže, protože je to více užívané slovo. Vždy by však poslední souhláska měla být měkká nebo tvrdá, aby bylo jasno, kdy psát -i nebo -y. Vzory nicméně nejsou pevně dány, protože slouží především jako vyučovací a mnemotechnická pomůcka.